# Dortches
Dortches – miasto w Stanach Zjednoczonych, w stanie Karolina Północna, w hrabstwie Nash.